# Alice Havers
Alice Mary Havers (* 1850 in Thelton Hall, Norfolk; † 26. August 1890 in London) war eine britische Malerin und Illustratorin.

## Leben
Alice Havers wuchs auf den Falklandinseln und in Montevideo auf, da ihr Vater dort als Manager arbeitete. Nach seinem Tod kam sie 1870 nach London, wo sie ein Stipendium an den South Kensington Schools erhalten hatte. 1872 heiratete sie den Maler Frederick Morgan, mit dem sie drei Kinder hatte. Bei einem Aufenthalt in Paris 1888 machte sie sich mit den neuen Strömungen der französischen Malerei vertraut. Alice Havers starb 1890 in London.

## Werk

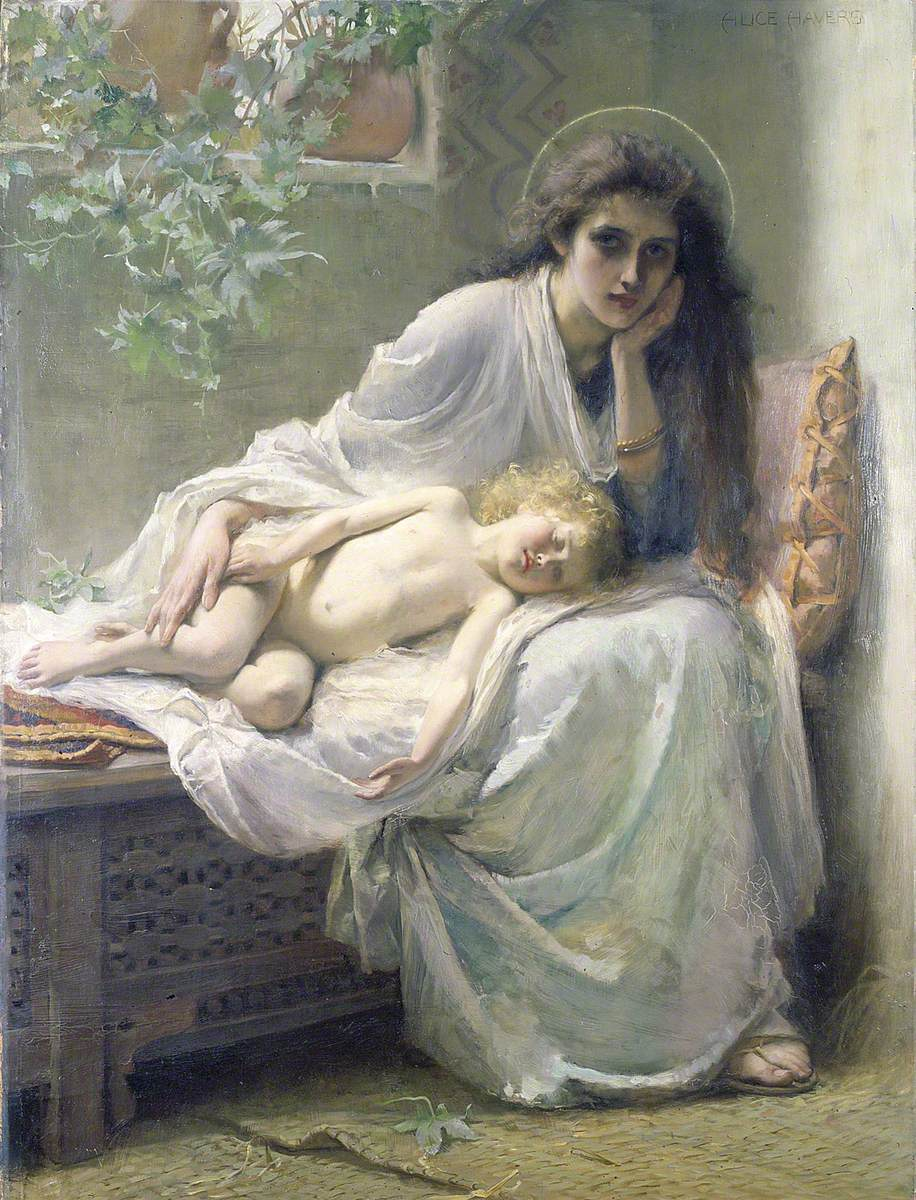
But Mary kept all these things and pondered them in her heart

Alice Havers Werk umfasst Gemälde mit Genreszenen, vor allem das ländliche Leben, Bilder von Kindern, religiöse Themen und vieles mehr. Daneben gestaltete sie Postkartenserien und fertigte Illustrationen für Bücher an.